# Rajd Semperit 1970
Rajd Semperit 1970 (14. Int. Semperit - Rallye Bodensee - Neusiedlersee) – 14 edycja rajdu samochodowego Rajd Semperit rozgrywanego w Austrii. Rozgrywany był od 28 do 30 maja 1970 roku. Była to siódma runda Rajdowych Mistrzostw Europy w roku 1970.

## Klasyfikacja rajdu
| Miejsce                      | Kierowca                     | Pilot                        | Samochód                     | Czas                         | Strata                       |                              |
| Klasyfikacja generalna i ERC | Klasyfikacja generalna i ERC | Klasyfikacja generalna i ERC | Klasyfikacja generalna i ERC | Klasyfikacja generalna i ERC | Klasyfikacja generalna i ERC | Klasyfikacja generalna i ERC |
| ---------------------------- | ---------------------------- | ---------------------------- | ---------------------------- | ---------------------------- | ---------------------------- | ---------------------------- |
| 1.                           | Wilfried Gass                | Gerd Frey                    | Porsche 911 S                | 1:08:47                      | 0.0                          |                              |
| 2.                           | Helmut Bein                  | Hans-Christoph Mehmel        | BMW 2002 Ti                  | 1:10:51                      | +2:04                        |                              |
| 3.                           | Carl Christian Schindler     | Gustav Hruschka              | Porsche 914/6                | 1:10:54                      | +2:07                        |                              |
| 4.                           | Heribert Neger               | F. Sternecker                | BMW 2002 Ti                  |                              |                              |                              |
| 5.                           | Robert Zelenka               | Richard Zelenka              | Ford Escort Twin Cam         |                              |                              |                              |
| 6.                           | Heide Utz                    | Werner Brust                 | BMW 2002 Ti                  |                              |                              |                              |
| 7.                           | Hubert Neukom                | Georg Hopf                   | BMW 2002 Ti                  |                              |                              |                              |
| 8.                           | Sergio Barbasio              | Mario Mannucci               | Lancia Fulvia 1.6 Coupé HF   |                              |                              |                              |
| 9.                           | Achim Warmbold               | Wulf Biebinger               | Opel Kadett Rallye           |                              |                              |                              |
| 10.                          | Walter Lux                   | Hans Siebert                 | Volkswagen 1500k             |                              |                              |                              |